# Canutilho

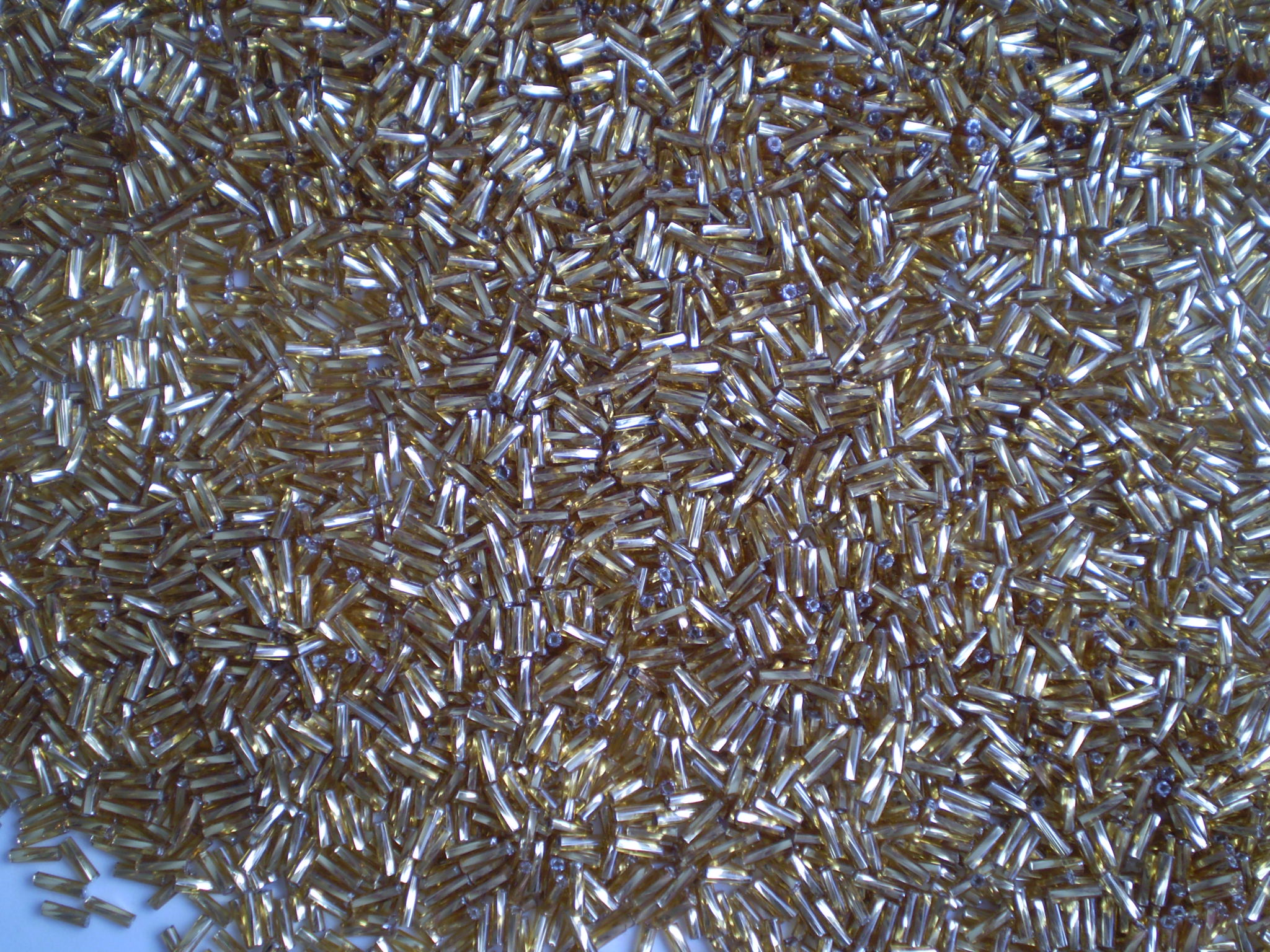
Canutilho

Canutilho é um ornamento em formato de pequenos canudos para decorar roupas, sapatos e acessórios de moda. São fabricadas em uma grande variedade de cores. Os canutilhos têm um furo no meio para possibilitar a costura nos tecidos ou montagem de colares, sendo usados bastante em fantasias de carnaval e em trabalhos escolares.